# Jan Korpal
Jan Korpal (ur. 18 września 1916 roku w Boguminie, zm. 29 sierpnia 1977 w Szklarskiej Porębie) – polski artysta fotograf, uhonorowany tytułem Artiste FIAP (AFIAP). Członek Związku Polskich Artystów Fotografików. Członek oddziału wrocławskiego Polskiego Towarzystwa Fotograficznego.

## Życiorys
Od 1936 roku prowadził zakład fotograficzny w Gdyni, w latach okupacji wysiedlony z Gdyni, przeniósł się wraz z zakładem fotograficznym do Chrzanowa. W 1945 roku przeprowadził się do Szklarskiej Poręby, gdzie latach 1945–1954 prowadził atelier fotograficzne jako mistrz portretu. W 1950 roku został przyjęty w poczet członków Polskiego Towarzystwa Fotograficznego we Wrocławiu. Jako artysta fotograf zadebiutował w 1951 roku, wystawiając swoje zdjęcia na Festiwalu Sztuk Plastycznych w Sopocie. W 1951 roku został członkiem Oddziału Śląskiego Związku Polskich Artystów Fotografików.
Jan Korpal jako autor i współautor uczestniczył w wielu wystawach indywidualnych i zbiorowych, krajowych i międzynarodowych, m.in. organizowanych pod patronatem FIAP. Jego zdjęcia mogli zobaczyć mieszkańcy (m.in.) Włoch, Danii, Brazylii, Meksyku, USA, Niemiec, Rosji, Chin, Japonii, Afryki. Był uczestnikiem i laureatem wielu konkursów fotograficznych. Stale współpracował z redakcją części fotograficznej „Nowin Jeleniogórskich”. Fotografie Jana Korpala znajdują się w zbiorach Muzeum Narodowego we Wrocławiu oraz Muzeum Poczty i Telekomunikacji we Wrocławiu.
W 1967 roku otrzymał tytuł AFIAP (Artiste FIAP), nadany przez Międzynarodową Federację Sztuki Fotograficznej FIAP. Został laureatem III Nagrody Ministra Kultury i Sztuki na „XII Wystawie Ogólnopolskiej ZPAF”.
Zmarł 29 sierpnia 1977 roku, pochowany na cmentarzu parafialnym w Szklarskiej Porębie.
W 1983 roku w jego domu w Szklarskiej Porębie utworzono „Galerię Fotografii Jana Korpala”, ze stałą ekspozycją zdjęć.

## Wystawy
- Festiwal sztuki; Sopot (1947)
- „Karkonosze”; KMPiK (Wrocław 1963)
- „Karkonosze” – Jan Korpal, wystawa towarzysząca V Biennale Fotografii Górskiej; Muzeum Okręgowe (Jelenia Góra 1988)
- „Wspaniały Krajobraz” – Artyści i kolonie artystyczne w Karkonoszach w XX wieku; (Jelenia Góra – Wrocław – Berlin – Ratingen – Hösel – Görlitz; 1999–2000)

Źródło

## Publikacje
- „Polska w Fotografii Artystycznej”; Wydawnictwa Artystyczne i Filmowe (Warszawa 1974)
- „Fotografia we Wrocławiu 1945–1997"; ZPAF Okręg Dolnośląski (Wrocław 1997)
- „Wspaniały Krajobraz” – Artyści i kolonie artystyczne w Karkonoszach w XX wieku; katalog wystawy (Berlin – Jelenia Góra 1999)
- „Antologia fotografii polskiej" 1839–1989 w opracowaniu Jerzego Lewczyńskiego (Bielsko-Biała)

Źródło